# Feuchtgrünlandkomplex Ellinghorst
Das Naturschutzgebiet Feuchtgrünlandkomplex Ellinghorst liegt auf dem Gebiet der Stadt Rheine im Kreis Steinfurt in Nordrhein-Westfalen.
Das Gebiet erstreckt sich westlich der Kernstadt Rheine direkt an der am südwestlichen Rand vorbeiführenden B 481. Die B 70 und die Landesgrenze zu Niedersachsen verlaufen westlich, östlich fließt die Ems. Unweit südwestlich erstreckt sich das 10,90 ha große Naturschutzgebiet Großes und kleines Unland.

## Bedeutung
Für Rheine ist seit 1998 ein 7,88 ha großes Gebiet unter der Kenn-Nummer ST-109 als Naturschutzgebiet ausgewiesen. Das Gebiet wurde unter Schutz gestellt
- zur Erhaltung eines strukturreichen Grünland-Kleingehölzkomplexes als Rest der altbäuerlichen Kulturlandschaft und als Lebens- und Rückzugsraum wildlebender Pflanzen- und Tierarten in einer bebauten und intensiv genutzten Landschaft und
- wegen der Seltenheit, der besonderen Eigenart und Schönheit der Fläche.